# العلاقات الأرجنتينية الباهاماسية
العلاقات الأرجنتينية الباهاماسية هي العلاقات الثنائية التي تجمع بين الأرجنتين وباهاماس.

## مقارنة بين البلدين
هذه مقارنة عامة ومرجعية للدولتين:
| وجه المقارنة                                              | الأرجنتين                                               | باهاماس      |
| --------------------------------------------------------- | ------------------------------------------------------- | ------------ |
| المساحة (كم2)                                             | 2.78 مليون                                              | 13.88 ألف    |
| عدد السكان (نسمة)                                         | 44.27 مليون                                             | 395.36 ألف   |
| الكثافة السكانية (ن./كم²)                                 | 15.92                                                   | 28.48        |
| العاصمة                                                   | بوينس آيرس                                              | ناساو        |
| اللغة الرسمية                                             | اللغة الإسبانية                                         | لغة إنجليزية |
| العملة                                                    | البيزو الأرجنتيني 1983 ‏، بيزو أرجنتيني، أسترال أرجنتيني | دولار بهامي  |
| الناتج المحلي الإجمالي (بليون دولار)                      | 637.59 مليار                                            | 12.16 مليار  |
| الناتج المحلي الإجمالي (تعادل القوة الشرائية) بليون دولار | 883.02 مليار                                            | 8.92 مليار   |
| الناتج المحلي الإجمالي الاسمي للفرد دولار أمريكي          | 13.43 ألف                                               | 22.82 ألف    |
| الناتج المحلي الإجمالي للفرد دولار أمريكي                 |                                                         |              |
| مؤشر التنمية البشرية                                      | 0.827                                                   | 0.790        |
| رمز المكالمات الدولي                                      | +54                                                     | +1242        |
| رمز الإنترنت                                              | .ar                                                     | .bs          |
| المنطقة الزمنية                                           | 00                                                      | 00           |

## منظمات دولية مشتركة
يشترك البلدان في عضوية مجموعة من المنظمات الدولية، منها:
| علم المنظمة | اسم المنظمة                                                          | تاريخ انضمام الأرجنتين | تاريخ انضمام باهاماس |
| ----------- | -------------------------------------------------------------------- | ---------------------- | -------------------- |
|             | مؤسسة التنمية الدولية                                                | 3 أغسطس 1962           | 23 يونيو 2008        |
|             | مؤسسة التمويل الدولية                                                | 13 أكتوبر 1959         | 8 ديسمبر 1986        |
|             | منظمة حظر الأسلحة الكيميائية                                         | ?                      | ?                    |
|             | الأمم المتحدة                                                        | 24 أكتوبر 1945         | 18 سبتمبر 1973       |
|             | الاتحاد الدولي للاتصالات                                             | 1889                   | 19 أغسطس 1974        |
|             | منظمة الشرطة الجنائية الدولية                                        | ?                      | ?                    |
|             | البنك الدولي للإنشاء والتعمير                                        | 20 سبتمبر 1956         | 21 أغسطس 1973        |
|             | الاتحاد البريدي العالمي                                              | ?                      | ?                    |
|             | المركز الدولي لتسوية المنازعات الاستشارية                            | 18 نوفمبر 1994         | 18 نوفمبر 1995       |
|             | وكالة ضمان الاستثمار متعدد الأطراف                                   | 11 فبراير 1992         | 4 أكتوبر 1994        |
|             | وكالة حظر الأسلحة النووية في أمريكا اللاتينية ومنطقة البحر الكاريبي ‏ | ?                      | ?                    |
|             | يونسكو                                                               | 15 سبتمبر 1948         | 23 أبريل 1981        |
|             | الفريق المعني برصد الأرض                                             | ?                      | ?                    |

## وصلات خارجية
- موقع وزارة الخارجية الأرجنتينية